# 楼桑庙三义宫
39°25′34″N 115°57′07″E / 39.425996°N 115.95199°E
楼桑庙三义宫，又名汉昭烈帝庙，位于河北省涿州市东南松林店镇楼桑廟村。占地3万多平方米。

## 历史
三义宫始建于隋代，是为纪念三国时期刘备、关羽、张飞桃园结义的传说所建，後历代均有修缮。明正德三年（1508年）除修缮外还有扩建，明武宗亲赐玺书“敕建三义宫”。1960年代末，三义宫大部分毁于文化大革命，唯宫门尚存。1996年，涿州市旅游文物局按照从前的建筑布局和规模重建了三义宫，并于1998年10月开放。

## 建筑结构

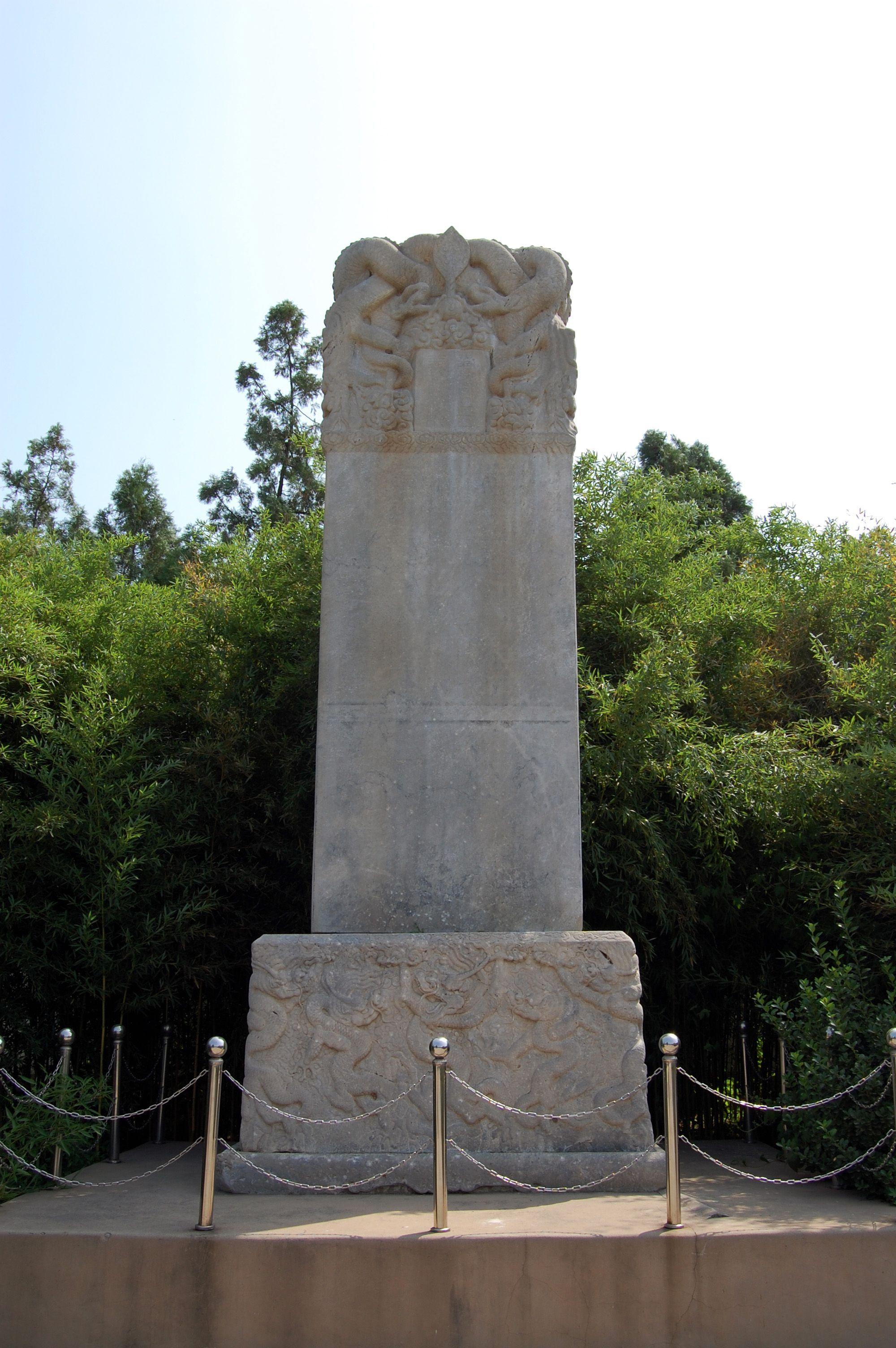
九龙碑，明正德三年敕建

原庙门内两侧为马房，内塑有刘备的坐骑的卢和关羽的赤兔马。前殿为刘备殿，供奉有刘备塑像，东西两偏殿分塑张飞和关羽像。刘关张三塑像均为木雕，高3米多。后殿称娘娘殿，供奉甘夫人、糜夫人和吴夫人像，东偏殿有诸葛亮、庞统、赵云等人雕像；西偏殿供刘禅、关兴、张苞少三义像。庙中有王安石、朱熹等历代文人的题咏。
重建的三义宫采用明代传统三进院落布局，依次有宫门、马神殿、关羽殿、张飞殿、正殿、退宫殿、武侯殿和少三义殿。
宫门为正德三年扩建后的遗物，为砖仿木外观，单檐、无梁，歇山布瓦顶，面阔三间，每间开拱卷门。券上嵌横石制匾额，上题“敕建三义宫”。

## 习俗
旧时，每年农历三月廿三，在三义宫有庙会举行，称“楼桑春社”，是古“涿州八景”之一，有诗赞曰：
父老相携载酒游，
果然春社胜于秋，
汉家宫殿皆禾黍，
赢得荒村尚姓刘。
清·王锐新《咏楼桑》：
千秋正统垂青史，
两字公平定紫阳，
多少称王称帝者，
问谁庙貌似楼桑。